# Glaucoma de ángulo cerrado
El glaucoma de ángulo cerrado o glaucoma agudo es una enfermedad del ojo que se presenta de forma abrupta y que cursa, con dolor ocular, ojo rojo doloroso, percepción de halos alrededor de las luces, midriasis (dilatación pupilar), hipertensión ocular, náuseas y vómitos. Constituye una emergencia médica.

## Etiología
Se produce por el cierre brusco de las vías de eliminación del humor acuoso; esto trae como consecuencia la rapidísima elevación de la presión y el intensísimo dolor (dolor de clavo).

## Síntomas y signos
Hay que sospecharlo y acudir a un centro médico lo más rápidamente posible si se produce:
- Aumento súbito de la presión ocular de un solo ojo.
- Dolor ocular intenso.
- Náuseas y vómitos, que en ocasiones es lo predominante y pueden hacer pensar erróneamente, en un problema digestivo o cardíaco.
- Midriasis o dilatación pupilar (como es unilateral es fácil comparar y ver que la pupila es mayor en ese ojo respecto al contraleteral)
- Iris (donde está el color) turbio por edema en la córnea, que está delante de él.

## Patogenia
Se puede presentar en personas que nacieron con un ángulo estrecho entre el iris y la córnea (ángulo de la cámara anterior). El ataque agudo se desencadena cuando la pupila está en midriasis mediana y generalmente ocurre en la noche, mientras el individuo duerme. Esta situación puede provocar un bloqueo del paso del humor acuoso de la cámara posterior a la anterior a través de la pupila (bloqueo pupilar). El humor acuoso empuja a la periferia del iris hacia delante, y este cierra súbitamente la malla trabecular (cierre angular) presentándose después un aumento brusco de la presión intraocular.

## Factores de riesgo
- Edad (los mayores de 50 años tienen más riesgo).
- Individuos nerviosos o estresados.
- Hipermetropía.
- Antecedentes familiares de glaucoma de ángulo cerrado.
- Uso, en pacientes con otros factores de riesgo, de medicamentos anticolinérgicos sistémicos, como la atropina (o derivados) o de simpaticomiméticos.
- Administración de midriáticos tópicos (parasimpaticolíticos, como la tropicamida, el ciclopentolato, la homatropina, la escopolamina o la atropina y/o simpaticomiméticos, como la fenilefrina).

## Evolución
Cuando se produce un desequilibrio entre la producción y reabsorción del humor acuoso que se encuentra en la cámara anterior del ojo, se desencadena un aumento de la presión intraocular. Cuando ésta llega a los 30 mmHg se altera la bomba endotelial necesaria para la transparencia corneal y se origina el edema corneal (visión borrosa con percepción de halos alrededor de las luces) Cuando la presión intraocular es >40-50 mmHg, aparece el dolor ocular intenso, que puede irradiarse hasta el territorio cutáneo del nervio trigémino. Aparece blefaroespasmo y lagrimeo, inyección mixta y síntomas vegetativos vagales, como pueden ser bradicardia, hipertensión arterial, náuseas y vómitos. Estos síntomas vegetativos se suelen interpretar como otra patología y no como un glaucoma, dando frecuentemente errores diagnósticos. 
Si la presión intraocular supera los 80-90 mmHg se colapsa la arteria central de la retina, produciéndose isquemia retiniana, mucho dolor, disminución de la agudeza visual y una gran dureza del globo ocular al tacto. 
Si no se resuelve el cuadro, la lesión por isquemia se hace irreversible, dando lugar posteriormente a atrofia retiniana. El paciente puede haber sufrido con anterioridad cierres angulares intermitentes que ceden espontáneamente, lo que da una clínica de cefalea hemicraneal. Eso se conoce como glaucoma abortivo, subagudo o cierre angular intermitente.

## Tratamiento
El tratamiento, de entrada, ha de ser medicamentoso, a tres niveles:
- Mióticos como la pilocarpina, (esta solo actúa cuando se ha recuperado la presión normal del ojo, de unos 12 a 20 mmHg) en primer lugar, para eliminar el bloqueo pupilar.
- Diuréticos osmóticos como el manitol o acetazolamida, para disminuir rápidamente la presión intraocular.
- Corticoides tópicos para disminuir la inflamación, si fuera necesario.

No obstante, no debe olvidarse que esta es una enfermedad con una clara base anatómica que no se resuelve con fármacos. Habrá, por tanto, que realizar una iridectomía quirúrgica o una iridotomía con láser para evitar nuevos episodios. Además, de forma profiláctica, es necesario actuar a veces en el ojo contralateral.